# Orchestra Baobab

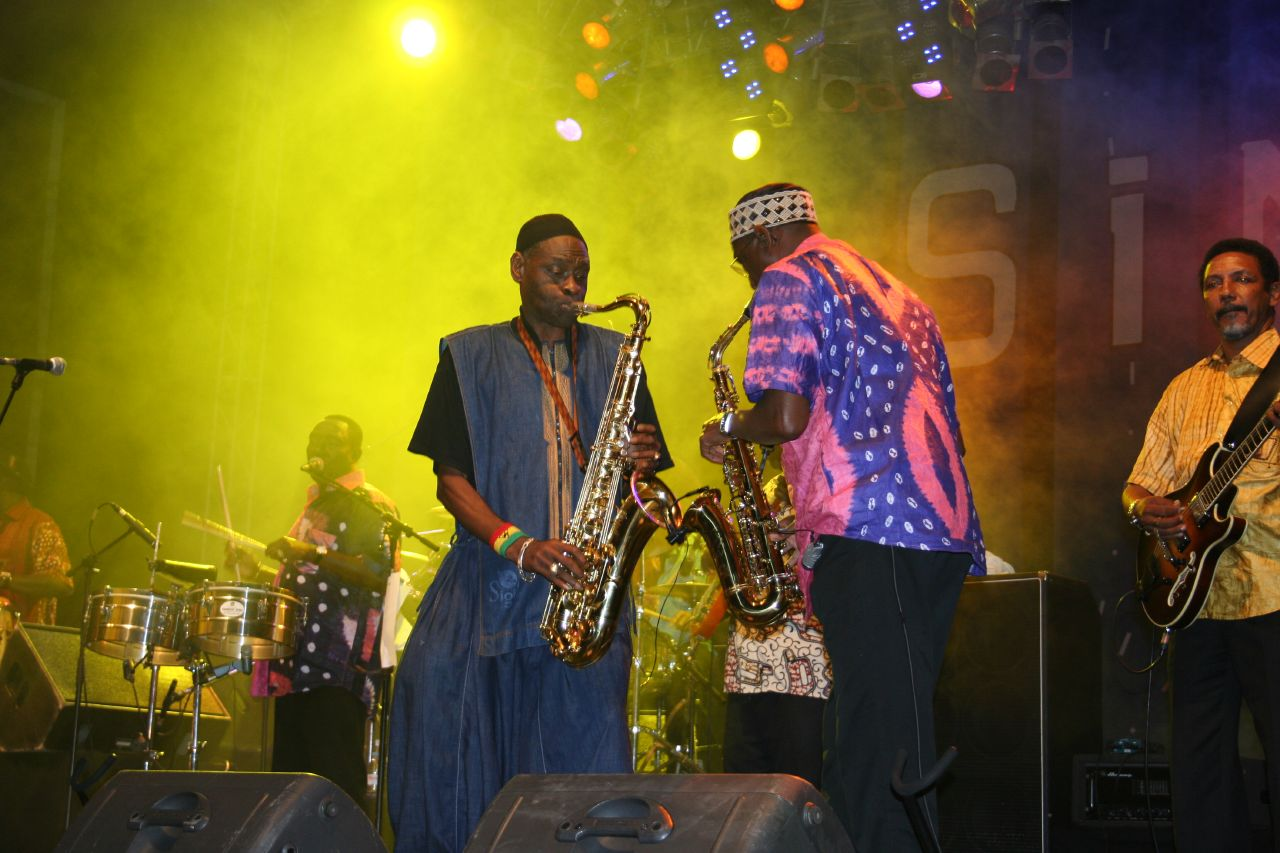
Orchestra Baobab beim FMM Festival das Musicas do Mundo in Sines Portugal 2008

Orchestra Baobab ist eine Band aus dem Senegal, die 1970 gegründet wurde.

## Werdegang
Zusammengestellt wurde die Gruppe vom Saxophonisten Baro N'Diaye, Gründungsmitglieder waren die Sänger Balla Sidibe, Rudy Gomis (1946–2022) und Laye Mboup; die Gitarristen Barthelemy Attisso und Latfi Ben Geloune; der Bassist Charlie N’Diaye (1948–2023); der Schlagzeuger Mountaga Koite; und Saxophonist Issa Cissokho. Ndiouga Dieng und Medoune Diallo spielten zeitweise in der Gruppe, die Mitglieder wechselten regelmäßig. Später stießen der Sänger Thione Seck und sein jüngerer Bruder Mapenda Seck zur Band. Benannt ist die Band nach einem Klub namens Baobab in Dakar, in welchem sie in den Anfangszeiten jeden Abend zusammen auftraten. Bis heute erfreut sich das Orchestra Baobab in weiten Teilen Afrikas aber auch in Europa großer Beliebtheit.
Die Gruppe spielt eine Mischung aus kubanischer Rumba und Harmonien und Rhythmen aus der Region Casamance im südlichen Senegal, mit Einflüssen der Wolof aus dem nördlichen Senegal einschließlich der Gitarrenriffs von Barthélémy Attisso von Togo. Zwischen 1970 und 1985 nahm die Band 20 Langspielplatten auf. 1987 löste sie sich auf.
Die Wiederveröffentlichung ihrer Aufnahmen in Europa und die damit einhergegangene neue Popularität führte zu einer Wiedervereinigung der Band im Jahr 2001. Orchestra Baobab tourte durch Europa und fertigte eine neue Aufnahme mit Gastauftritten des kubanischen Sängers Ibrahim Ferrer und des Senegalesen Youssou N’Dour.
2002 veröffentlichte Orchestra Baobab das Album Specialist in all styles, das von Youssou N’Dour produziert und 2003 in Deutschland mit Gold im German Jazz Award ausgezeichnet wurde. Im Oktober 2007 erschien das Album Made in Dakar.